# Броненосці берегової оборони типу «Свер'є»
Броненосці берегової оборони типу «Свер'є» - три  броненосці берегової оборони, які на момент включення до складу шведського флоту були найбільшими його кораблями. Їх конструкція була цілком новою; на неї вплинула конструкція дредноутів. Їх основне озброєння становили чотири 283-міліметрові гармати Бофорс та вісім 152-міліметрових гармат цього ж виробника в одній подвійній та шістьох одинарних баштах. Під час Другої світової війни вони були основою шведського флоту. Служили від 1917 до 1957 року. 

## Технічні характеристики

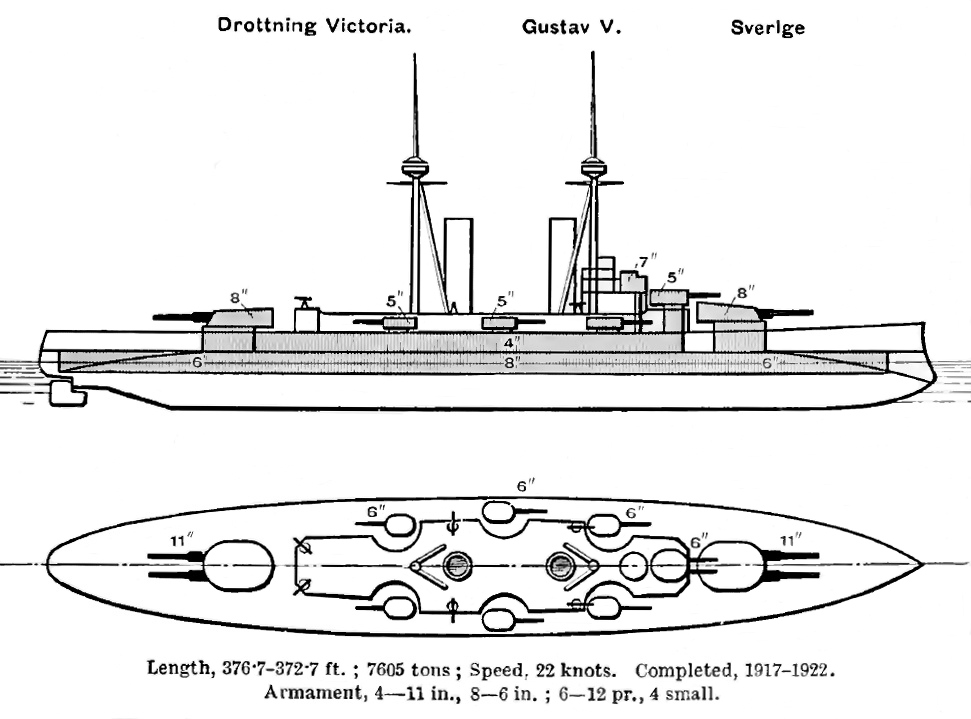
Вид збоку (з позначенням броньового поясу) та зверху, 1923 рік

Розміри нових броненосців суттєво зросли порівняно з попереднім, єдиним представником свого типу Оскаром ІІ - водотоннажність збільшилася з 4500 до 7500 тон. 